# شیرن
شیرن (به لوکزامبورگی: Schieren) یک شهرداری در استان دیکریش کشور دوک‌نشین لوکزامبورگ است که ۱۰٫۴۱ کیلومترمربع مساحت دارد و جمعیت آن در سال ۲۰۱۱ میلادی ۱۴۸۶ نفر بوده‌است.

## بخش‌ها
این شهرداری ۳ بخش یا زیرمجموعه دارد که عبارتند از:
- بیرترانژ (Birtrange)
- نیدرشیرن (Niederschieren)
- اوبرشیرن (Oberschieren)

## تاریخچه جمعیت
تاریخچه رشد جمعیت این شهرداری در جدول زیر آمده‌است  :
| سال  | جمعیت |
| ---- | ----- |
| ۱۸۲۱ | ۵۲۰   |
| ۱۸۵۱ | ۹۰۵   |
| ۱۸۸۰ | ۹۸۶   |
| ۱۹۱۰ | ۸۰۹   |
| ۱۹۳۵ | ۷۵۹   |
| ۱۹۴۷ | ۷۵۴   |
| ۱۹۶۰ | ۸۴۵   |
| ۱۹۷۰ | ۹۶۵   |
| ۱۹۸۱ | ۱۱۷۳  |
| ۱۹۹۱ | ۱۲۹۳  |
| ۲۰۰۱ | ۱۳۵۸  |
| ۲۰۰۴ | ۱۳۸۴  |
| ۲۰۰۷ | ۱۴۶۶  |
| ۲۰۱۰ | ۱۵۳۱  |
| ۲۰۱۱ | ۱۴۸۶  |